# Psilopsella foresti
Psilopsella foresti is een mosdiertjessoort uit de familie van de Romancheinidae. De wetenschappelijke naam van de soort is voor het eerst geldig gepubliceerd in 1981 door d'Hondt.